# Club Esportiu Castelló 1994/95
La temporada 1994/95 va ser la 72a en la història del CE Castelló. Per primer cop, anava a jugar a la Segona Divisió B, després del descens a l'anterior campanya.

## Història
Malgrat tots els problemes a la pretemporada, l'inici a la Lliga fou espectacular. L'equip no va perdre cap partit fins a la jornada 15, ja al desembre, front al CE Sabadell i Fernando va tardar una setmana més a encaixar un gol com a local. de fet, en acabar la primera volta, el porter andalús era el menys golejat de les tres categories més altes del futbol espanyol. El Castelló portava 30 punts de 38 possibles, 31 gols a favor i 9 en contra, tan sols superat pel Llevant, que portava 32. Però tan prompte com comença la segona meitat de la temporada comença una davallada igual d'espectacular, amb registres com set derroters consecutives. Els resultats van dur l'equip fora dels quatre primers llocs, que donaven dret al playoff, i que no recuperaria, després d'una reacció final, fins a la darrera jornada, en derrotar el campió del grup al Ciutat de València per 1-2.
El moment esportiu més important de la temporada també ho era institucionalment. Al final de temporada, Paco Palau va entrar com a nou president del club, després dels 10 anys de Domingo Tàrrega al càrrec, el que el convertia en el president més longeu. Mentrestant, els rivals de la lligueta d'ascens eren el Córdoba CF, el Mensajero i el Sestao. Després d'una trajectòrria irregular, amb una derrota al Canàries per 6-1 inclosa, la victòria al partit final, front al Sestao i a Nou Castàlia els donava l'ascens. Malgrat avançar-se els bascos, el Castelló empatà al descomte i encara tingué temps de fer el de la victòria, però que fou anul·lat amb la posterior polèmica, finalitzan així la rocambolesca temporada.
A la Copa el paper fou molt més menys remarcable. A la primera ronda eliminaren la Santa Eulària per un global de 4-1. A la segona, encara dins de la magnífica ratxa lliguera, es va empatar a 0 a casa de la SD Beasaín. A a la tornada, malgrat guanyar 2-0 al minut 80, els bascos aconseguiren l'empat que deixà fora els orelluts.

## Plantilla

### Jugadors
| Núm. | Pos. |                     | Jugador          | Procedència    | Temporada |
| ---- | ---- | ------------------- | ---------------- | -------------- | --------- |
|      | POR  | Andalusia           | Fernando         | Málaga         | 1992/92   |
|      | POR  | País Valencià       | Jaime            | Borriana       | 1992/93   |
|      | DEF  | Comunitat de Madrid | Arranz           | Reial Madrid B | 1993/94   |
|      | DEF  | Catalunya           | Carmona          | Gramenet       | 1994/95   |
|      | DEF  | Andalusia           | Domínguez        | Málaga         | 1992/93   |
|      | DEF  | País Valencià       | Estanis          | Vila-real      | 1993/94   |
|      | DEF  | Comunitat de Madrid | Fernández Cuesta | Mérida         | 1993/94   |
|      | DEF  | Brasil              | Mauricio         | Pontevedra     | 1990/91   |
|      | DEF  | País Valencià       | Pepe García      | Castelló B     | 1992/93   |
|      | DEF  | Comunitat de Madrid | Ricardo          | Sanluqueño     | 1992/93   |
|      | DEF  | País Valencià       | Sacarés          | Mallorca       | 1994/95   |
|      | MIG  | Galícia             | Caneda           | Ferrol         | 1994/95   |
|      | MIG  | País Basc           | Carlos Martínez  | Las Palmas     | 1994/95   |

| No. | Posició |                                                           | Jugador        | Procedència   | Temporada |
| --- | ------- | --------------------------------------------------------- | -------------- | ------------- | --------- |
|     | MIG     | Astúries                                                  | Fermín         | Oviedo        | 1991/92   |
|     | MIG     | País Valencià                                             | Mestre         | Valencia B    | 1994/95   |
|     | MIG     | Castella i Lleó                                           | Roberto García | Valencia B    | 1994/95   |
|     | MIG     | País Valencià                                             | Sergi Cid      | Castelló B    | 1992/93   |
|     | MIG     | Plantilla:Country data Bosnia and Herzegovina (1992-1998) | Rade Tošić     | Mérida        | 1993/94   |
|     | DAV     | País Valencià                                             | Córcoles       | Yeclano CF    | 1994/95   |
|     | DAV     | Comunitat de Madrid                                       | Damián         | Real Aranjuez | 1994/95   |
|     | DAV     | Brasil                                                    | Dos Santos     | Vinaròs       | 1993/94   |
|     | DAV     | País Valencià                                             | Fenoll         | Burgos CF     | 1994/95   |
|     | DAV     | País Valencià                                             | Mateu          | Vila-real     | 1993/94   |
| F   | DEF     | País Valencià                                             | Àlex           | Castelló B    | 1993/94   |
| F   | MIG     | País Valencià                                             | Javi Prats     | Castelló B    | 1994/95   |
| F   | DAV     | País Valencià                                             | Julio          | Castelló B    | 1993/94   |
| F   | DAV     | País Valencià                                             | Manu Irún      | Castelló B    | 1993/94   |

- Mauricio té la doble nacionalitat brasilera i espanyola  .

#### Altes
| Núm. | Posició |                 | Jugador         | Procedència      | Preu   | Mercat |
| ---- | ------- | --------------- | --------------- | ---------------- | ------ | ------ |
|      | POR     | País Valencià   | Jaime           | CD Burriana      | ?      | Estiu  |
|      | DEF     | Catalunya       | Carmona         | UDA Gramenet     | ?      | Estiu  |
|      | MIG     | Galícia         | Caneda          | Racing de Ferrol | ?      | Estiu  |
|      | MIG     | Euskadi         | Carlos Martínez | UD Las Palmas    | ?      | Estiu  |
|      | MIG     | País Valencià   | Mestre          | Valencia B       | Cessió | Estiu  |
|      | MIG     | Castella i Lleó | Roberto García  | Valencia B       | Cessió | Estiu  |
|      | DAV     | País Valencià   | Córcoles        | Yeclano CF       | ?      | Estiu  |
|      | DAV     | Madrid          | Damián          | Real Aranjuez    | ?      | Estiu  |
|      | DAV     | País Valencià   | Fenoll          | Burgos CF        | ?      | Estiu  |
|      | DEF     | País Valencià   | Sacarés         | RCD Mallorca     | Cessió | Hivern |

#### Baixes
| Núm. | Posició |                 | Jugador        | Destinació    | Preu            | Mercat |
| ---- | ------- | --------------- | -------------- | ------------- | --------------- | ------ |
|      | POR     | Catalunya       | Roca           | AEC Manlleu   | 0 ptes          | Estiu  |
|      | DEF     | País Valencià   | Carpio         | Yeclano CF    | 0 ptes          | Estiu  |
|      | DEF     | Catalunya       | Salva Terra    | ?             | 0 ptes          | Estiu  |
|      | DEF     | País Valencià   | Javi Valls     | Retirat       |                 | Estiu  |
|      | MIG     | País Valencià   | Adelantado     | Valencia B    | 15.000.000 ptes | Estiu  |
|      | MIG     | País Valencià   | Manolo Herrero | Levante UD    | 0 ptes          | Estiu  |
|      | MIG     | Aragó           | Juan Carlos    | Villarreal CF | 0 ptes          | Estiu  |
|      | MIG     | Aragó           | Tejero         | CP Mérida     | 0 ptes          | Estiu  |
|      | DAV     | Catalunya       | Ricky          | Villarreal CF | 0 ptes          | Estiu  |
|      | DAV     | Castella i Lleó | Rojo           | ?             | 0 ptes          | Estiu  |
|      | DAV     | Astúries        | Villa          | ?             | 0 ptes          | Estiu  |
|      | DAV     | Brasil          | Vaguinho       | São Paulo     | Fi de cessió    | Estiu  |

### Cos tècnic
- Entrenador: García Hernández (fins a la jornada 27) i [Roberto Gil (des de la jornada 28).
- Segon entrenador: Jorge Palomo (fins a la jornada 27) i Tonín (des de la jornada 28).
- Preparador físic: Pepe Portolés.